# Fleshtunnel

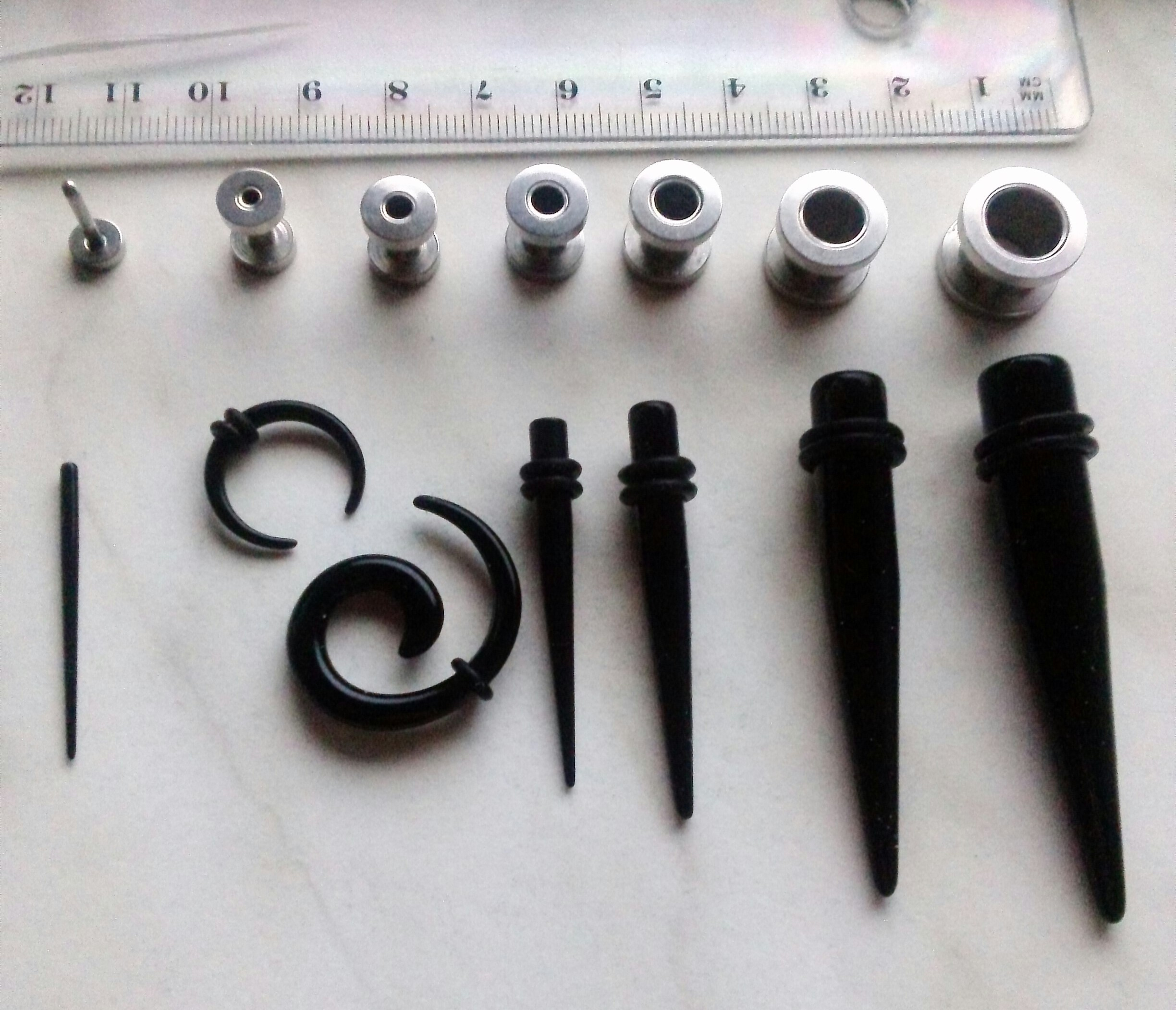
Flesh Tunnel in verschiedenen Durchmessern mit den dazugehörigen Dehnwerkzeugen

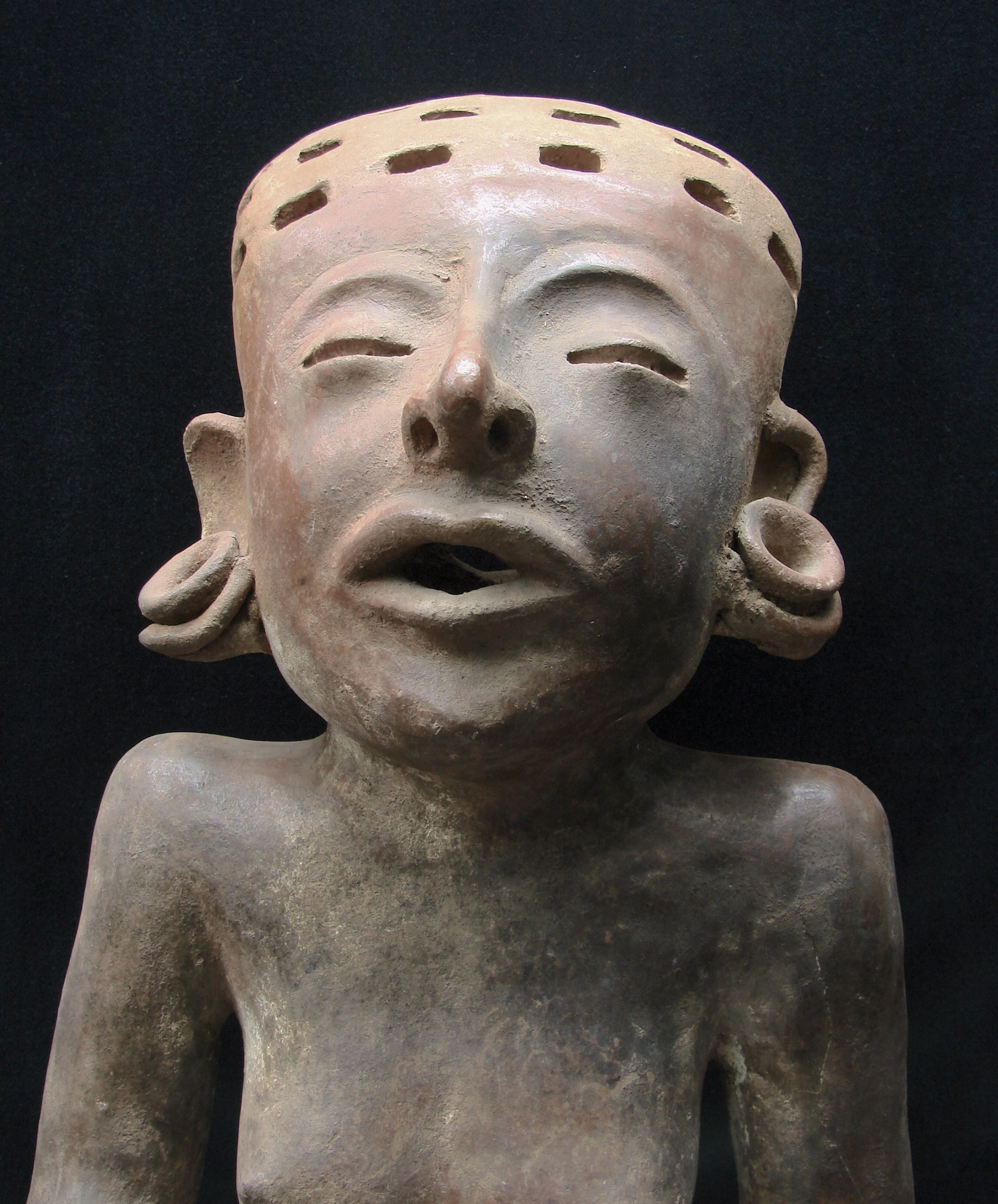
Totonakische Statue mit Tunneln (ca. 600–1200 n. Chr.) im Musée d’Auch

Der Begriff Fleshtunnel („Fleischtunnel“) bezeichnet einen zumeist aus Edelstahl, Titan, Silikon oder Horn gefertigten Piercingschmuck für geweitete Piercings.
Fleshtunnel halten das Piercing in der gedehnten Größe und bilden somit einen offenen Kanal. Die Größen variieren je nach Hersteller oft in ganzen Millimeterschritten. Meist werden Fleshtunnel im Ohrläppchen getragen, da es sich zum Dehnen besonders gut eignet. Der Einsatz ist jedoch auch an weiteren Stellen möglich. Neben zweiteiligen Fleshtunneln mit Schraubgewinde gibt es auch sogenannte Tubes, die an den Enden mit O-Ringen verschlossen werden.

## Das Dehnen
Um einen Fleshtunnel tragen zu können, muss das Ohrloch zunächst gedehnt werden. Das ist überhaupt erst möglich, weil das Ohrläppchen aus Haut, Fett und Bindegewebe – also ausschließlich Weichteilen – besteht. Wichtig dabei ist, dass das Dehnen in kleinen Schritten erfolgt. Ein normales Ohrloch wird mit einem Dehnungsstab aus Titan oder Holz etwa ein Millimeter pro Monat gedehnt. Dieser Vorgang wird so lange wiederholt, bis der Fleshtunnel reinpasst. Auf diese Weise erreicht man bis zu sieben Zentimeter oder auch mehr. Wird das Loch zu schnell und zu stark gedehnt, kann die Haut an den Außenstellen zu dünn werden – was zu Durchblutungsstörungen führen kann.
Es ist nicht auszuschließen, dass das Ohrläppchen beim Dehnen reißt. Diese Gefahr besteht insbesondere dann, wenn das Loch nicht genau in der Mitte des Ohrläppchens gesetzt wurde. Sollte das Ohrläppchen reißen, ist unbedingt ein Arzt aufzusuchen. Denn bei einem normalen Ohrloch kann ein Riss in der Regel nach einiger Zeit von selbst heilen. Beim Fleshtunnel dagegen ist das Loch so groß, dass es aufgrund des starken Narbengewebes nicht von alleine zuwachsen kann. Zudem haben die Enden nach einem Riss keinen Kontakt mehr und können somit auch nicht von alleine an der Wunde zusammenwachsen.

## Formen und Größe

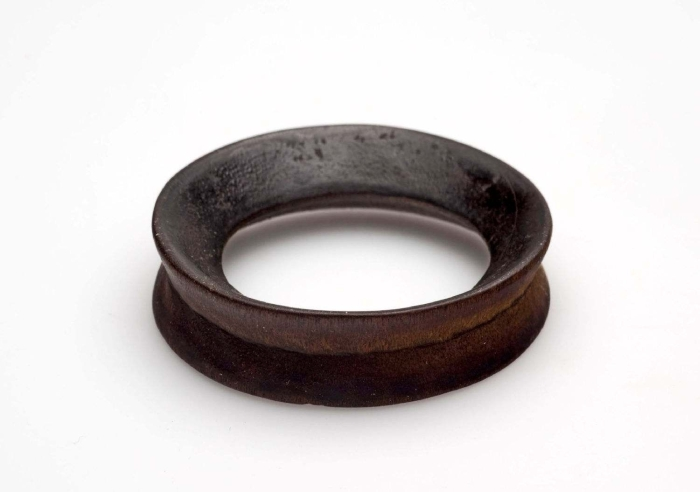
Tunnel der Kikuyu in Kenia

Fleshtunnel sind in verschiedensten Formen und Größen erhältlich: von 1,6 mm bis 70 mm und teilweise noch darüber hinaus. Neben unterschiedlichen Größen sind für Fleshtunnel verschiedene Materialien verwendbar. Fleshtunnel sind aus Stahl, Kunststoff, Holz/Horn, Silikon, Glas oder Titan erhältlich. Es sind zudem zahlreiche Farben und Motive möglich, die den Schmuckträger noch individueller machen sollen.

## Entfernung
Das gedehnte Loch zieht sich nur bis circa 12 mm so weit zusammen, dass es optisch weitgehend unauffällig ist. Ein Entfernen des einmal verheilten Stichkanals ist nur durch dessen operatives Entfernen möglich, wobei bei großen Durchmessern Gewebeersatz, zum Beispiel aus der Halsgrube, transplantiert und mit Eigenfett (zum Beispiel vom Bauch) unterfüttert wird.